# 守屋弘斎
守屋 弘斎（もりや こうさい、出生名：守屋 隆夫（もりや たかお）、1928年1月3日 - 2022年12月24日）は、華厳宗の大僧正。東大寺第214世別当、華厳宗管長を務めた後、東大寺長老を歴任。

## 略歴
長野県諏訪市に生まれる。幼少期に両親と死別し、祖父のいる東大寺知足院に入寺。僧名を隆英と名乗るが、後に弘斎と改める。
東大寺が境内で運営する旧制金鐘中学校（現：東大寺学園中学校・高等学校）を1945年卒業。同期に新藤晋海第216世別当。
奈良県の県花、奈良市の市章になっている奈良八重桜（天然記念物：非公開）や、国の重要文化財である木造地蔵菩薩立像で有名な塔頭、知足院住職。
31回の修二会（お水取り）参籠記録をもち、最も修二会に精通した僧侶の一人。
入江泰吉、杉本健吉、須田剋太、榊莫山、網干善教などの文化人と親しく、司馬遼太郎の紀行文集『街道をゆく』シリーズの「奈良散歩」にも登場する。講演活動等でも活躍。
2022年12月24日、老衰のため奈良市内で死去。94歳没。

## 主な著書など
- 守屋弘斎『日本の美術〈54〉東大寺』小学館、1979年7月1日。ISBN 4096470546。
- 堀池, 春峰、守屋, 弘斎、佐藤, 道子 編『東大寺お水取り 普及版 二月堂修二会の記録と研究』小学館、1996年4月10日。ISBN 4096807516。
- 小川光三撮影、守屋弘斎, 上村淳之『あをによし 小川光三写真集』小学館、1996年6月1日。ISBN 409699152X。
- 守屋弘斎(編著)他『東大寺と正倉院』雄山閣出版、1997年5月6日。ISBN 4639014422。

### 声明を収録されたCD
- 『東大寺お水取りの声明』キングレコード、2008年7月9日。ASIN B0017GSG48。